# Unione Sportiva Cremonese 2005-2006
Questa pagina raccoglie le informazioni riguardanti l'Unione Sportiva Cremonese nelle competizioni ufficiali della stagione 2005-2006.

## Stagione
Nella stagione 2005-2006 la Cremonese, dopo due consecutive promozioni, torna a disputare il campionato di Serie B, classificatasi ventunesima e penultima con 30 punti, ed è retrocessa in Serie C1 con Avellino, Ternana e Catanzaro. Il torneo cadetto ha promosso in Serie A l'Atalanta, il Catania ed il Torino che ha vinto i playoff. Per la Cremonese dopo i fasti delle due promozioni consecutive, che hanno riportato i grigiorossi dalla Serie C2 alla Serie B, si è giunti ad una amara retrocessione, senza alibi. Inizia il torneo cadetto con il tecnico Giorgio Roselli, sostituito dopo dodici giornate, da Giovanni Dellacasa. Quasi sempre sul fondo della classifica, il girone di andata si è chiuso con 11 punti, in ultima posizione. Nel girone di ritorno qualche passo avanti, si sono raccolti 19 punti, ma molto lontani, 16 punti, dalla zona salvezza. Il ligure Marco Carparelli arrivato dal Genoa, con 15 reti è stata la nota più lieta di questa stagione. Nella Coppa Italia tornata ad essere ad eliminazione diretta, nel primo turno la Cremonese ha vinto (2-4) a San Benedetto del Tronto, mentre nel secondo turno, ha lasciato il torneo per mano del Chievo Verona, che ha vinto (0-1) allo Zini.

## Rosa
| N. |                                 | Ruolo | Calciatore              |
| -- | ------------------------------- | ----- | ----------------------- |
| 1  | Italia (bandiera)               | P     | Giorgio Bianchi         |
| 2  | Italia (bandiera)               | D     | Andrea Manucci          |
| 2  | Italia (bandiera)               | D     | Marco Ruffini           |
| 3  | Italia (bandiera)               | D     | Stefano Rossini         |
| 4  | Italia (bandiera)               | C     | Luca Tabbiani           |
| 5  | Italia (bandiera)               | D     | Mario Donadoni          |
| 6  | Italia (bandiera)               | D     | Angelo Iorio            |
| 7  | Italia (bandiera)               | A     | Marcello Campolonghi    |
| 7  | Italia (bandiera)               | A     | Marco Carparelli        |
| 8  | Italia (bandiera)               | C     | Filippo Furiani         |
| 9  | Italia (bandiera)               | A     | Gioacchino Prisciandaro |
| 9  | Grecia (bandiera)               | C     | Antōnīs Natsouras       |
| 10 | Italia (bandiera)               | A     | Riccardo Taddei         |
| 11 | Italia (bandiera)               | D     | Christian Terni         |
| 11 | Bosnia ed Erzegovina (bandiera) | A     | Zlatko Dedič            |
| 12 | Italia (bandiera)               | P     | Alessandro Paoletti     |
| 13 | Italia (bandiera)               | C     | Amedeo Tacchinardi      |
| 14 | Camerun (bandiera)              | A     | Thomas Job              |
| 15 | Italia (bandiera)               | D     | Michele Cremonesi       |
| 16 | Italia (bandiera)               | C     | Enrico Maria Amore      |

| N. |                    | Ruolo | Calciatore             |
| -- | ------------------ | ----- | ---------------------- |
| 17 | Italia (bandiera)  | C     | Fabio Gatti            |
| 18 | Italia (bandiera)  | C     | Mirko Benin            |
| 19 | Italia (bandiera)  | D     | Giovanni Dall'Igna     |
| 20 | Italia (bandiera)  | C     | Francesco De Francesco |
| 21 | Italia (bandiera)  | D     | Giovanni Rossi         |
| 22 | Senegal (bandiera) | D     | Mohamed Coly           |
| 23 | Italia (bandiera)  | C     | Stefano Garzon         |
| 24 | Ghana (bandiera)   | D     | John Mensah            |
| 25 | Italia (bandiera)  | C     | Matteo Morbini         |
| 26 | Italia (bandiera)  | C     | Lorenzo Carotti        |
| 30 | Italia (bandiera)  | C     | Andrea Coletto         |
| 33 | Italia (bandiera)  | C     | Federico Smanio        |
| 77 | Italia (bandiera)  | A     | Mattia Marchesetti     |
| 80 | Italia (bandiera)  | D     | Riccardo Corallo       |
| 82 | Italia (bandiera)  | D     | Nicolas Giani          |
| 83 | Italia (bandiera)  | D     | Vito Di Bari           |
| 90 | Italia (bandiera)  | A     | Cataldo Graziano       |
| 92 | Italia (bandiera)  | C     | Gianluca Coti          |
| 93 | Italia (bandiera)  | P     | Luca Mondini           |
| 99 | Italia (bandiera)  | A     | Stefano Guidoni        |

## Risultati

### Campionato

#### Girone di andata
| Arbitro: | Giannoccaro (Lecce) |

|              |           |  |
| Del Nero 63’ | Marcatori |  |

| Arbitro: | Ciampi (Roma) |

|                                   |           |  |
| Prisciandaro 48’ Carparelli 90+1’ | Marcatori |  |

| Bergamo 8 settembre 2005, ore 20:30 3ª giornata | AlbinoLeffe               | 0 – 0 | Cremonese | Stadio Atleti Azzurri d'Italia\| Arbitro: \| Dondarini (Finale Emilia) \| |
| Arbitro:                                        | Dondarini (Finale Emilia) |       |           |                                                                           |

| Arbitro: | Stefanini (Prato) |

|  |           |                   |
|  | Marcatori | 29’, 77’ Adailton |

| Arbitro: | Ciampi (Roma) |

|                                        |           |                 |
| Cammarata 16’ Matteini 59’ (rig.), 88’ | Marcatori | 19’ Marchesetti |

| Cremona 21 settembre 2005, ore 20:30 6ª giornata | Cremonese           | 0 – 0 | Triestina | Stadio Giovanni Zini\| Arbitro: \| De Marco (Chiavari) \| |
| Arbitro:                                         | De Marco (Chiavari) |       |           |                                                           |

| Arbitro: | Marelli (Como) |

|                  |           |             |
| Floro Flores 83’ | Marcatori | 39’ Manucci |

| Arbitro: | Herberg (Messina) |

|                           |           |                                                  |
| Garzon 20’ Carparelli 58’ | Marcatori | 47’ Ferreira Pinto 72’ Bracaletti 90+2’ Bernacci |

| Arbitro: | Girardi (San Donà di Piave) |

|                          |           |                  |
| Moretti 32’ Rastelli 58’ | Marcatori | 39’ Prisciandaro |

| Arbitro: | Palanca (Roma) |

|                        |           |  |
| Motta 34’ Trotta 90+1’ | Marcatori |  |

| Arbitro: | Gabriele (Frosinone) |

|                       |           |                                 |
| Carparelli 72’ (rig.) | Marcatori | 48’ Graziani 63’ (rig.) Noselli |

| Arbitro: | Romeo (Verona) |

|                               |           |  |
| Bucchi 23’ Asamoah 84’, 90+2’ | Marcatori |  |

| Arbitro: | Messina (Bergamo) |

|                       |           |                         |
| Carparelli 23’ (rig.) | Marcatori | 6’ Miglionico 25’ Cacia |

| Arbitro: | Bergonzi (Genova) |

|               |           |  |
| Santoruvo 16’ | Marcatori |  |

| Arbitro: | Dondarini (Finale Emilia) |

|  |           |                |
|  | Marcatori | 84’ Migliaccio |

| Arbitro: | Lops (Torino) |

|                        |           |               |
| Caserta 2’ Spinesi 76’ | Marcatori | 7’ Carparelli |

| Arbitro: | Gava (Conegliano) |

|                          |           |                                      |
| Carparelli 32’ Job 90+5’ | Marcatori | 30’ (rig.) Schwoch 63’, 81’ Gonzalez |

| Arbitro: | Preschern (Mestre) |

|                     |           |            |
| Bellucci 58’ (rig.) | Marcatori | 56’ Garzon |

| Arbitro: | Brighi (Cesena) |

|                                |           |  |
| Marchesetti 47’ Carparelli 52’ | Marcatori |  |

| Arbitro: | Squillace (Catanzaro) |

|           |           |              |
| Frick 17’ | Marcatori | 27’ Tabbiani |

| Arbitro: | P.S. Mazzoleni (Bergamo) |

|  |           |             |
|  | Marcatori | 72’ Fantini |

#### Girone di ritorno
| Arbitro: | Rodomonti (Roma) |

|            |           |                |
| Garzon 30’ | Marcatori | 63’ Possanzini |

| Arbitro: | M. Mazzoleni (Bergamo) |

|                   |           |               |
| Corona 52’ (rig.) | Marcatori | 9’ Carparelli |

| Cremona 17 gennaio 2006, ore 20:30 24ª giornata | Cremonese             | 0 – 0 | AlbinoLeffe | Stadio Giovanni Zini\| Arbitro: \| Squillace (Catanzaro) \| |
| Arbitro:                                        | Squillace (Catanzaro) |       |             |                                                             |

| Arbitro: | Preschern (Mestre) |

|             |           |  |
| Rantier 85’ | Marcatori |  |

| Arbitro: | Banti (Livorno) |

|                       |           |  |
| Furiani 41’ Dedic 85’ | Marcatori |  |

| Arbitro: | Gava (Conegliano) |

|             |           |                                       |
| Eliakwu 61’ | Marcatori | 4’ Furiani 45’, 81’ (rig.) Carparelli |

| Arbitro: | Romeo (Verona) |

|  |           |                     |
|  | Marcatori | 52’ (rig.) Raimondi |

| Arbitro: | Marelli (Como) |

|                   |           |                |
| Salvetti 81’, 86’ | Marcatori | 79’ Carparelli |

| Arbitro: | Pantana (Macerata) |

|            |           |  |
| Garzon 59’ | Marcatori |  |

| Arbitro: | Preschern (Mestre) |

|                        |           |                  |
| G. Rossi 16’ Dedic 44’ | Marcatori | 90’ L. Di Loreto |

| Mantova 11 marzo 2006, ore 16:00 32ª giornata | Mantova            | 0 – 0 | Cremonese | Stadio Danilo Martelli\| Arbitro: \| Ayroldi (Molfetta) \| |
| Arbitro:                                      | Ayroldi (Molfetta) |       |           |                                                            |

| Arbitro: | P.S. Mazzoleni (Bergamo) |

|  |           |               |
|  | Marcatori | 37’ Graffiedi |

| Arbitro: | Racalbuto (Gallarate) |

|                         |           |           |
| Cacia 40’ Bocchetti 86’ | Marcatori | 64’ Amore |

| Arbitro: | Banti (Livorno) |

|                |           |           |
| Carparelli 64’ | Marcatori | 43’ Ganci |

| Arbitro: | Bergonzi (Genova) |

|                         |           |  |
| Lazzari 46’ Ventola 55’ | Marcatori |  |

| Arbitro: | Pantana (Macerata) |

|                                |           |                                                  |
| Dedic 9’ Carparelli 69’ (rig.) | Marcatori | 18’ Mascara 37’ Spinesi 62’ Caserta 75’ De Zerbi |

| Arbitro: | Gabriele (Frosinone) |

|             |           |  |
| Schwoch 56’ | Marcatori |  |

| Arbitro: | Squillace (Catanzaro) |

|                          |           |                    |
| Carparelli 50’ Dedic 57’ | Marcatori | 59’, 64’ Marazzina |

| Arbitro: | Gava (Conegliano) |

|                         |           |                |
| Pellè 31’, 41’ Jeda 68’ | Marcatori | 34’ Carparelli |

| Arbitro: | Marelli (Como) |

|                     |           |                                 |
| Dedic 25’ Amore 29’ | Marcatori | 63’ Corvia 76’ (rig.) M. Rigoni |

| Arbitro: | Girardi (San Donà di Piave) |

|                             |           |  |
| Vryzas 7’, 31’ Vailatti 86’ | Marcatori |  |

### Coppa Italia
| Arbitro: | Rodomonti (Roma) |

|                         |           |                                            |
| Martini 32’, 61’ (rig.) | Marcatori | 42’, 49’, 73’ Prisciandaro 79’ Marchesetti |

| Arbitro: | Morganti (Ascoli Piceno) |

|  |           |             |
|  | Marcatori | 46’ Semioli |